# Civil War (группа)
Civil War — хеви-пауэр-метал-группа из Швеции, основанная в 2012 году.

## История группы
Civil War была основана покинувшими группу Sabaton в марте 2012 году гитаристами Оскаром Монтелиусом и Рикардом Сунденом, клавишником Даниелем Мюром и ударником Даниелем Муллбаком. Также в группу были приглашены двое музыкантов Astral Doors: вокалист Нильс Патрик Йоханссон и басист Стефан Эриксон. 13 ноября вышел дебютный EP Civil War. Тематика песен не отличается от тематики Sabaton — войны, сражения и известные личности, участвовавшие в них. Альбом The Killer Angels достиг золотого статуса в Швеции. Выход видеоклипа на песню «Gettysburg» был приурочен к 150-летию битвы при Геттисберге.

## Участники

### Текущий состав
- Даниель Мюр — клавишные (2012–н.в.)
- Даниель Муллбак — ударные (2012–н.в.)
- Петрус Гранар — гитара (2014–н.в.), бас-гитара (2015–н.в.)
- Тоббе Энглунд — гитара (2021–н.в.)

### Бывшие участники
- Келли 'Sundown' Карпентер — вокал (2017–2024)
- Рикард Сунден — гитара (2012–2021)
- Нильс Патрик Юханссон — вокал (2012–2016)
- Оскар Монтелиус — гитара, бэк-вокал (2012–2015)
- Стефан 'Pizza' Эрикссон — бас-гитара (2012–2015)

## Дискография

### Альбомы
- Civil War (EP) (2012)
- The Killer Angels (2013)
- Gods and Generals (2015)
- The Last Full Measure (2016)
- Invaders (2022)

### Синглы
- Road to Victory (2016)
- Dead Man's Glory (2019)
- Invaders (2022)
- Battle of Life (2022)
- Oblivion (2022)